# Science Translational Medicine
Science Translational Medicine is een internationaal, aan collegiale toetsing onderworpen wetenschappelijk tijdschrift op het gebied van de geneeskunde. De naam wordt in literatuurverwijzingen meestal afgekort tot Sci. Transl. Med. Het wordt uitgegeven door de American Association for the Advancement of Science en verschijnt wekelijks. Het eerste nummer verscheen in 2009.